# المدرسة الوطنية للمهندسين بقرطاج
المدرسة الوطنية للمهندسين بقرطاج سابقا المدرسة العليا للتكنولوجيا والإعلامية هي مؤسّسة تعليم جامعي تونسيّة وتنتمي إلى جامعة قرطاج. تأسّست يوم 9 يوليو 2002 حسب القرار الوزاري عدد 1623-2002 ويقع مقرّها في مدينة تونس.

## وصلات خارجية
الموقع الرسمي للمدرسة العليا للتكنولوجيا والإعلامية.